# Marilyn Manson (band)
Marilyn Manson is een Amerikaanse shockrockband. Brian Warner, de leadzanger van deze band, gebruikt ook het pseudoniem Marilyn Manson.

## Geschiedenis
In 1989 werd Brian Hugh Warner bevriend met gitarist en verstoteling van de maatschappij Scott Mitchell Putesky, en ze besloten om een band te vormen. Putesky nam Daisy Berkowitz als nieuwe naam. Brian Warner vond ook een nieuwe naam, Marilyn Manson, een naam die samengesteld was uit Marilyn Monroe en Charles Manson, twee 'iconen' uit de jaren 50, de ene was een beeldschoon fotomodel, de andere was een racistische sekteleider en veroordeelde crimineel.
Nu werden ook Brad Stewart, die zichzelf Gidget Gein noemde (bassist), en Stephen Gregory Bier Jr., alias “Madonna Wayne Gacy” of kortweg “Pogo” (keyboards), in de groep opgenomen. Ze besloten om hun band "Marilyn Manson and the Spooky Kids" te noemen, en de “missie” van de groep was de grenzen van de censuur te overschrijven. De groep bracht cassettebandjes uit in eigen beheer en verspreiding van de naam gebeurde vooral dankzij de zelfgemaakte flyers die Manson ging uitdelen bij de ingang van concerten. “Marilyn Manson and the Spooky Kids” traden vaak op en in het begin had Manson last van nervositeit. Manson deed aan automutilatie op het podium. De groep had op dat moment geen drummer en ze vervingen deze simpelweg door een drummachine. Een manager hoorde over de groep, en hij ging naar een van hun concerten kijken. Hij vond het slecht en dacht dat hij zulke muziek nooit verkocht zou krijgen, maar toch wilde hij het proberen. De enige voorwaarde was dat de jongens een drummer zochten. Zo werd Sara Lee Lucas aangesteld als drummer van de groep. Nu had de groep een manager, maar geen label, en geen enkel label of platenmaatschappij wilde hen een kans geven.
Door toeval startte Trent Reznor, oprichter van Nine Inch Nails en een kennis van Manson, net op dat moment een eigen label, genaamd “Nothing Records”, en hij besloot de band een kans te geven. Dit leidde tot een conflict met Reznors platenmaatschappij, maar Reznor hield voet bij stuk; Manson kwam of hij (Reznor) ging. En de platenmaatschappij kon het zich niet permitteren Nine Inch Nails te verliezen, want deze groep had intussen al een redelijke “sterrenstatus”. Dus nu had Marilyn Manson ook een label, en met de nieuwe bassist Jeordie White, alias Twiggy Ramirez, die Gidget Gein verving (wegens zijn drugsverslaving) kon de band beginnen aan hun grote doorbraak.
En deze kwam er ook, want bijna alle Manson-albums die volgden werden miljoenen keren verkocht.

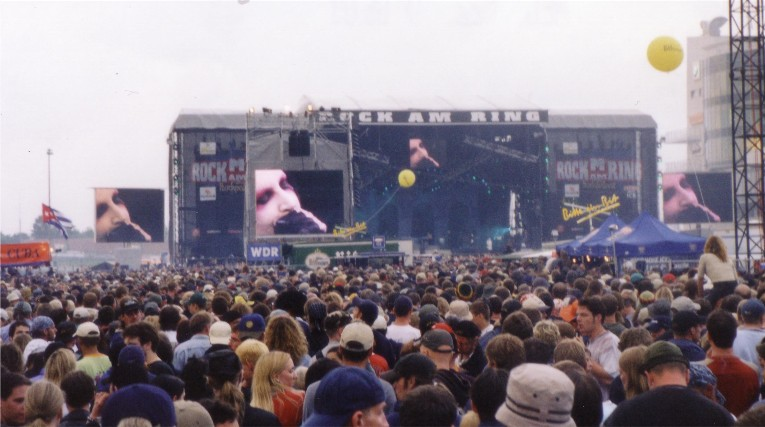
Marilyn Manson op Rock am Ring 2003

Er werden nog heel wat aanpassingen binnen de groep gedaan; Daisy werd uit de groep gezet en vervangen door Zim-Zum, en deze op zijn beurt dan weer door John 5. Daarna verdween ook Twiggy uit de groep en werd vervangen door Tim Sköld, die ook het produceren van het album The Golden Age of Grotesque op zich nam. Nu werd John 5 eruit gezet. Inmiddels is Twiggy weer terug in de band.
De relatie met Reznor stond enige tijd op een laag pitje, maar herstelde zich, getuige het meespelen van Reznor tijdens een aantal live-optredens en het verschijnen van Manson in de Nine Inch Nails-clip "Starfuckers Inc.".
Door zijn imago en teksten, wordt Manson vaak beschuldigd van het aanzetten tot geweld. Toen bleek dat de twee jongens van het Columbine-incident naar Rammstein luisterden, dacht de media dat dit net zoiets was als Marilyn Manson (aangezien ze Rammstein niet kenden), en dat dit de basis zou hebben gevormd voor hun agressie. In de film Bowling for Columbine van Michael Moore verschijnt Manson om zijn visie over het geheel te vertellen: Manson ziet zichzelf als "boodschapper" die laat zien hoe het er in de wereld aan toe gaat en niet als aanzetter tot geweld. De Columbine-daders luisterden overigens niet naar Marilyn Manson.
Manson heeft ondertussen al een “best of”-cd in de rekken liggen, en schreef enkele boeken waaronder een biografie. Verder verkoopt hij ook zijn kunstwerken (schilderijen) en is hij voorlopig nog niet van plan te stoppen. In mei 2009 verscheen het album The High End of Low. Ondanks dat het album goed werd ontvangen door de fans, werd het een commerciële flop. Tevens kwam zijn contract bij Interscope tot een einde, en de samenwerking tussen beide partijen stopte. Vervolgens heeft Marilyn Manson een contract getekend bij het Britse Cooking Vinyl, waaronder Manson zijn eigen label, Hell, etc, had. De band bracht een nieuw album genaamd Born Villain uit in 2012.
Half februari 2011 verliet Ginger Fish na 15 jaar de groep om zich op andere projecten te concentreren. Hij vervolgde datzelfde jaar zijn carrière bij Rob Zombie. Ondertussen heeft ook Chris Vrenna, die Fish opvolgde als drummer, de band verlaten. Tyler Bates sloot in 2014 aan bij de band als producent en gitarist. Gil Sharone kwam ook bij de band als drummer en Paul Wiley kwam als tweede gitarist erbij (alleen voor de live-optredens).

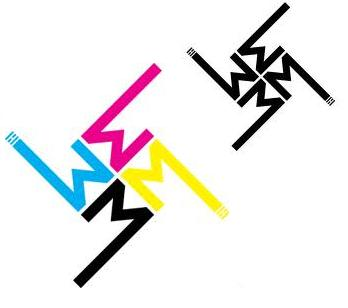
Album cover voor Born Villain (2012)

In 2014 begon Marilyn Manson met het werken aan een nieuw album. Dit album kwam in 2015 uit: The Pale Emperor. Het album wordt beschouwd als zijn beste album sinds The Golden Age Of Grotesque. Marilyn Manson zette de lijn door: in 2017 kwam het tiende studioalbum uit (Heaven Upside Down). Het album werd goed ontvangen en voornamelijk vergeleken met de twee populairste albums van de band (Antichrist Superstar en Mechanical Animals).
Eind 2017 werd Twiggy Ramirez ontslagen door Marilyn Manson zelf. Hij werd tijdens de concertreeks vervangen door bassist Juan Alderete.

## Bezetting
- Marilyn Manson – zang (1989-heden)
- Tyler Bates – gitaar (2014-heden)
- Gil Sharone – drums (2014-heden)

### Voormalige bandleden
- Zsa Zsa Speck – keyboard (1989)
- Olivia Newton Bundy – bas (1989)
- Daisy Berkowitz – gitaar (1989-1996)
- Madonna Wayne Gacy ("Pogo") – keyboard (1989-2007)
- Gidget Gein – bas (1990-1993)
- Sara Lee Lucas – drums, percussie (1990-1995)
- Twiggy Ramirez – bas, gitaar (1993-2002, 2009-2017)
- Ginger Fish – drums, percussie (1995-2004, 2005-2011)
- Zim Zum – gitaar (1996-1998)
- John 5 – gitaar (1998-2004)
- Tim Sköld – gitaar, bas (2002-2008)
- Chris Vrenna – keyboard, drums, percussie (2004, 2007-2011)

### Tourleden
- Mark Chaussee – gitaar (2004-2005)
- Rob Holliday – bas (2007-2008), gitaar (2008)
- Wes Borland – gitaar (2008-2009)
- Andy Gerold – bas (2009)
- Jason Sutter – drums (2012-2013)
- Paul Wiley – gitaar (2014-heden)
- Juan Alderete – bas (2017-heden)

## Discografie

### Albums
| Album met eventuele hitnotering(en) in de Nederlandse Album Top 100 | Datum van verschijnen | Datum van binnenkomst | Hoogste positie | Aantal weken | Opmerkingen   |
| ------------------------------------------------------------------- | --------------------- | --------------------- | --------------- | ------------ | ------------- |
| Portrait of an American Family                                      | 19-07-1994            | -                     | -               | -            |               |
| Smells Like Children                                                | 24-10-1995            | -                     | -               | -            | Remixalbum    |
| Antichrist Superstar                                                | 08-10-1996            | -                     | -               | -            |               |
| Remix and Repent                                                    | 25-11-1997            | -                     | -               | -            | Remixalbum    |
| Mechanical Animals                                                  | 15-09-1998            | 26-09-1998            | 42              | 11           |               |
| The Last Tour on Earth                                              | 13-11-1999            | -                     | -               | -            | Livealbum     |
| Holy Wood (In the Shadow of the Valley of Death)                    | 14-11-2000            | 25-11-2000            | 53              | 5            |               |
| The Golden Age of Grotesque                                         | 13-05-2003            | 24-05-2003            | 14              | 11           |               |
| Lest we forget: The best of                                         | 28-09-2004            | 02-10-2004            | 41              | 5            | Verzamelalbum |
| Eat Me, Drink Me                                                    | 05-06-2007            | 09-06-2007            | 38              | 4            |               |
| The High End of Low                                                 | 26-05-2009            | 30-05-2009            | 73              | 1            |               |
| Born villain                                                        | 27-04-2012            | 05-05-2012            | 27              | 2            |               |
| The pale emperor                                                    | 15-01-2015            | 24-01-2015            | 21              | 2            |               |
| Heaven Upside Down                                                  | 06-10-2017            | 14-10-2017            | 28              | 1            |               |
| We Are Chaos                                                        | 11-09-2020            |                       |                 |              |               |

| Album met hitnotering(en) in de Vlaamse Ultratop 200 albums | Datum van verschijnen | Datum van binnenkomst | Hoogste positie | Aantal weken | Opmerkingen   |
| ----------------------------------------------------------- | --------------------- | --------------------- | --------------- | ------------ | ------------- |
| Mechanical Animals                                          | 15-09-1998            | 26-09-1998            | 22              | 5            |               |
| Holy Wood (In the Shadow of the Valley of Death)            | 14-11-2000            | 02-12-2000            | 34              | 1            |               |
| The Golden Age of Grotesque                                 | 13-05-2003            | 24-05-2003            | 4               | 7            |               |
| Lest We Forget: The Best Of                                 | 28-09-2004            | 02-10-2004            | 19              | 10           | Verzamelalbum |
| Eat Me, Drink Me                                            | 05-06-2007            | 09-06-2007            | 19              | 8            |               |
| The High End of Low                                         | 26-05-2009            | 30-05-2009            | 38              | 7            |               |
| Born Villain                                                | 27-04-2012            | 05-05-2012            | 32              | 10           |               |
| The Pale Emperor                                            | 15-01-2015            | 24-01-2015            | 20              | 11           |               |
| Heaven Upside Down                                          | 10-06-2017            | 14-10-2017            | 20              | 7            |               |

### Singles
| Single met eventuele hitnotering(en) in de Nederlandse Top 40 | Datum van verschijnen | Datum van binnenkomst | Hoogste positie | Aantal weken | Opmerkingen                 |
| ------------------------------------------------------------- | --------------------- | --------------------- | --------------- | ------------ | --------------------------- |
| The beautiful people                                          | 12-01-1997            | -                     | -               | -            | Nr. 96 in de Single Top 100 |
| The dope show                                                 | 15-09-1998            | 31-10-1998            | tip4            | -            | Nr. 63 in de Single Top 100 |
| I don't like the drugs (but the drugs like me)                | 05-03-1999            | -                     | -               | -            | Nr. 83 in de Single Top 100 |
| Disposable teens                                              | 07-11-2000            | -                     | -               | -            | Nr. 99 in de Single Top 100 |
| Tainted love                                                  | 23-04-2002            | -                     | -               | -            | Nr. 44 in de Single Top 100 |
| Mobscene                                                      | 22-04-2003            | -                     | -               | -            | Nr. 84 in de Single Top 100 |
| Personal Jesus                                                | 20-09-2004            | -                     | -               | -            | Nr. 89 in de Single Top 100 |

| Single met hitnotering(en) in de Vlaamse Ultratop 50 | Datum van verschijnen | Datum van binnenkomst | Hoogste positie | Aantal weken | Opmerkingen |
| ---------------------------------------------------- | --------------------- | --------------------- | --------------- | ------------ | ----------- |
| The Dope Show                                        | 15-09-1998            | 09-01-1999            | tip17           | -            |             |
| Tainted Love                                         | 23-04-2002            | 13-04-2002            | 11              | 15           |             |
| Mobscene                                             | 22-04-2003            | 10-05-2003            | tip8            | -            |             |
| Personal Jesus                                       | 20-09-2004            | 02-10-2004            | tip10           | -            |             |

### Dvd's
| Dvd's met hitnoteringen in de DVD Top 30 | Datum van verschijnen' | Datum van binnenkomst | Hoogste positie | Aantal weken | Opmerkingen |
| ---------------------------------------- | ---------------------- | --------------------- | --------------- | ------------ | ----------- |
| Guns, God and Government world tour      | 2002                   | 16-11-2002            | 21              | 1            |             |

### NPO Radio 2 Top 2000
| Nummer met noteringen in de NPO Radio 2 Top 2000 | '16  | '17  |
| ------------------------------------------------ | ---- | ---- |
| The Beautiful People                             | 1913 | 1699 |

1. ↑  Een vetgedrukt getal geeft de hoogste notering aan.
2. ↑  2016 was het eerste jaar met een notering voor dit nummer.
3. ↑  Deze tabel is bijgewerkt tot en met de laatste editie (2024).